# Estella (fusta)
|  | Per a altres significats, vegeu «Estella (desambiguació)». |

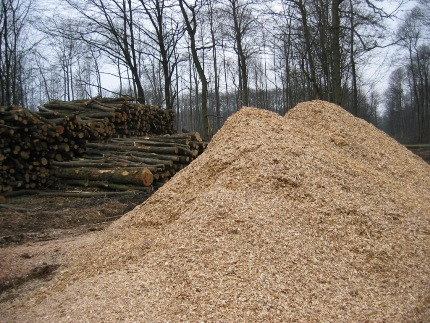
Pila d'estella forestal

Una estella és un fragment de fusta tallat molt fi, un residu de la xerradura o de la tallada de fusta.
Per extensió, es diu estella forestal al combustible que procedeix de la trituració de biomassa forestal no utilitzable per a aplicacions amb valor afegit superior. En aquest cas, el terme se sol usar en singular (estella) referint-se al conjunt de fragments o estelles. El seu poder calorífic pot oscil·lar entre les 3.000 i les 3.300 kcal/kg, en funció de l'espècie utilitzada. Juntament amb la llenya, els pèl·lets i els residus de serradores, l'estella forestal és una de les fonts de biomassa d'origen forestal utilitzades com a font d'energia en calderes.
L'estella se sol obtenir molent la fusta no valoritzable per altres usos. Es presenta en forma de petits trossos de llenya, amb unes dimensions al voltant de 2 × 2 × 5 cm. El seu contingut d'aigua varia des del 25 a 35% en l'estella per a petites calderes de biomassa domèstiques, fins al 40 a 55% per a les grans calderes industrials. A causa de l'expansió, 1 m³ de fusta sòlida equival a uns 2,5 a 3 metres cúbics aparents un cop estellada.
Té un rendiment energètic superior a la llenya sencera, i comparat-la amb els combustibles fòssils, 2,5 tones d'estella equivalen a aproximadament una tona equivalent de petroli (1 tep).

## Aprofitament tèrmic de l'estella forestal

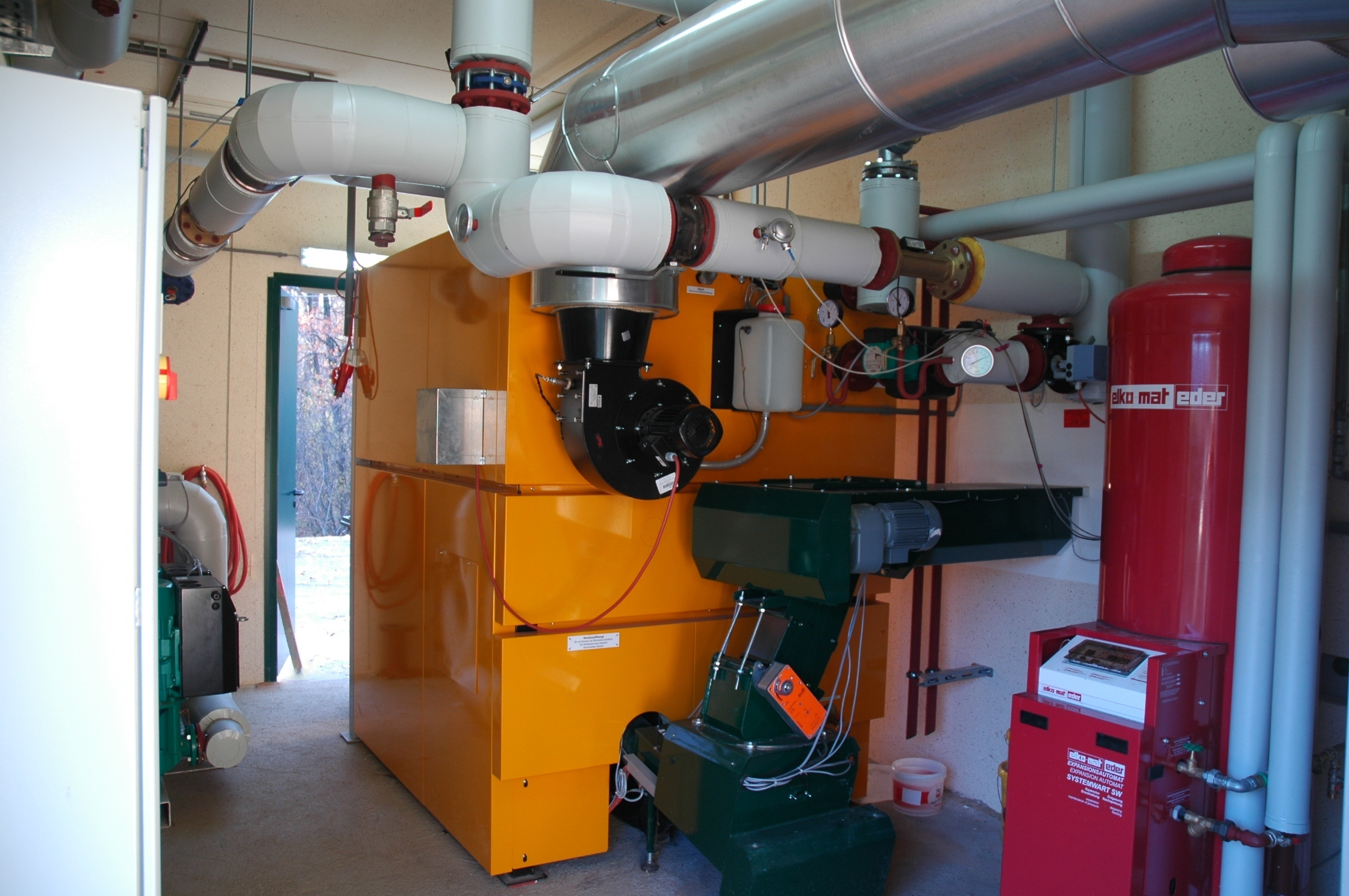
Caldera per a estella forestal de 300 kW de potència, a Àustria

L'estella forestal té un poder calorífic (PCI) de mitjana de 3,5 kWh/kg (estella amb un 30% d'humitat sobre base humida). Dit d'una altra manera, 1000 kg d'estella tenen aproximadament el mateix poder calorífic que 400 litres de gasoil. Aquest poder calorífic varia segons quina sigui l'espècie vegetal d'origen, la humitat, el contingut en cendres i impureses, la granulometria i la densitat aparent.
L'estella té una densitat energètica baixa en comparació amb els combustibles fòssils, és a dir, que a conseqüència del seu menor poder calorífic i la menor densitat aparent, es necessita molt més volum d'estella per a obtenir la mateixa energia que un volum donat de combustibles fòssils. Això condiciona que la sitja o magatzem d'alimentació de la caldera és molt més gran amb relació a un dipòsit de gas o gasoil, per exemple.
L'estella forestal se sol sotmetre a un procés de garbellament per a garantir una granulometria constant i evitar que estelles de dimensions superiors a les especificades puguin col·lapsar o avariar els sistemes d'alimentació de les calderes.
La norma EN ISO 17225-4:2014 (que el 2014 va substituir l'antiga norma europea CEN/TS 14961:2005) estableix les classes de qualitat de l'estella de fusta d'origen forestal, i les especificacions de l'estella classificada.

Les calderes que utilitzen estella com a combustible solen ser d'una potència mitjana a gran, i amb una inversió inicial més gran que per a altres tipus de biomassa, com les de pèl·lets. Per això se solen instal·lar en llocs amb una elevada demanda energètica, i alhora que disposin de prou espai per a encabir la sitja d'alimentació i un fàcil accés per a la càrrega d'aquesta, com per exemple instal·lacions agrícoles (per a la calefacció d'hivernacles) i ramaderes (granges), o aplicacions industrials. Pel que fa a l'ús residencial el seu és més indicat per a blocs de diversos habitatges o centrals tèrmiques que escalfen diverses instal·lacions o grup d'habitatges (xarxes de calor o district heating en anglès).
|  | Sobre la producció i el consum de biomassa a Catalunya, vegeu Biomassa forestal a Catalunya |

## Procés productiu: del bosc a la caldera
El procés d'aprofitament i subministrament de l'estella comprèn les fases següents:
- Aprofitament: un cop tallat l'arbre, aquest pot ser escapçat; però, com que l'objectiu és l'aprofitament energètic en forma d'estella o triturat, no cal que sigui desbrancat o trossejat. No obstant això, la valoració de desbrancar o no també depèn dels requeriments de les calderes quant a acceptació de clor i metalls alcalins continguts en les branques. Generalment, és recomanable una baixa presència de fulles, escorça i material fi, ja que condiciona la qualitat de l'estella final i determinarà el bon funcionament de les calderes, sobretot en les domèstiques. Per a la tallada, s'utilitza bàsicament la serra mecànica o processadora, i el desembosc es fa mitjançant tractor amb cabrestant, skidder o autocarregador.Estelladora treballant

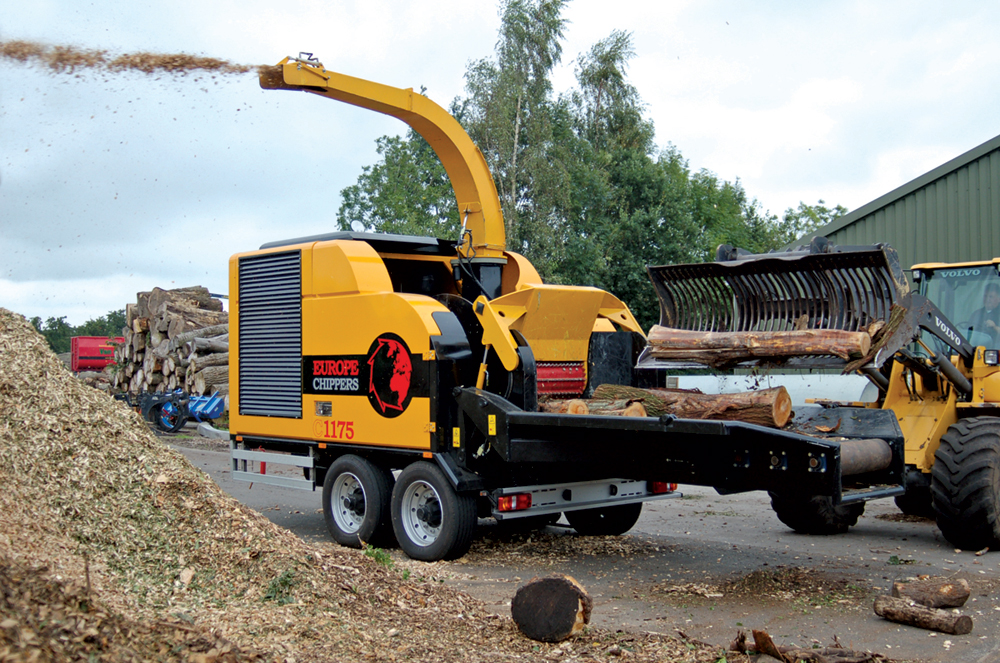
Estelladora treballant

- Estellat: aquesta operació es pot realitzar a diferents punts de la cadena de proveïment: a peu de pista, a carregador o bé a planta.
  - a peu de pista forestal: el material sencer o esbrancat, prèviament desemboscat i apilat a peu de pista forestal s'estella amb una estelladora de potència petita o mitjana (inferior a 200 CV), mòbil, acoblada a un tractor o màquina automotriu. L'estelladora es desplaça per la pista, on recull la biomassa (manualment o mecànicament), l'estella, i la diposita en un remolc. La productivitat d'aquestes estelladores mòbils és més baixa que la de les estelladores fixes o semimòbils, i requereix unes bones condicions del terreny (poca pendent i transitable), un esforç de coordinació entre el transport i la màquina d'estellat per evitar temps morts.
  - a carregador: la biomassa a estellar s'apilada prèviament a un carregador. Pot utilitzar-se una estelladora més robusta, amb major potència i rendiment que la requerida per a l'estellat a peu de pista. Tanmateix, cal un desembosc previ del material sencer o sense trossejar fins al punt d'estellat.
  - a pati: en aquest cas es fa l'acopi de biomassa a estallar en el mateix lloc on s'emmagatzemarà l'estella, podent realitzar totes les tasques en un mateix lloc. En aquest cas, s'utilitza un equip d'estellat de potència mitjana o gran (superior a 200 CV), fixa o semimòbil, amb alimentació mecanitzada, que va dipositant l'estella directament sobre el lloc on serà emmagatzemada (generalment, gràcies a una tremuja mòbil). Hi ha d'haver prou espai per a la circulació de maquinària i de tal manera que es minimitzi l'addició d'impropis a l'estella. L'estellat a pati és el cas més recomanable per a plantes amb grans consums d'estella.

L'estellat es pot realitzar tant amb la fusta verda (acabada de tallar) com en sec (després d'uns mesos d'emmagatzematge i assecat). El més recomanable és estellar en verd, ja que la fusta seca (principalment quan baixa del 30% en base seca) guanya en duresa i, aleshores, el procés d'estellat gasta més energia, requerint també més temps i, per tant, augmenta el seu cost. No obstant això, hi ha empreses que prefereixen estellar en sec perquè així l'emmagatzematge posterior de l'estella seca és més fàcil i no hi ha tantes variacions d'humitat a l'interior de la pila. En qualsevol cas és recomanable, per evitar la presència de substàncies corrosives, que almenys, per al cas d'espècies forestals frondoses, l'aprofitament es realitzi quan ja han perdut la fulla, i en el cas de les coníferes, es deixin passar uns dies entre la tallada i l'estellat per tal que el contingut de fulla sigui més baix.
- Transport: segons on es realitzi l'estellat, el transport serà del material sencer (troncs o arbres sencers) o bé de l'estella. En el primer cas s'utilitzen vehicles de transport convencional de fusta, preferentment tot terreny de 3 o 4 eixos. Per al transport d'estella se sòl fer amb camions i contenidors intercanviables de caixa tancada de 10 a 30 m3. Aquest sistema pot ser interessant només en els casos en què la planta o magatzem estiguin a poca distància, ja que d'aquesta manera el vehicle que realitza el desembosc (tractor amb remolc o camió amb contenidor) pot fer també el transport fins a planta i no ha de traspassar el material a un altre mitjà de transport.

- Emmagatzematge i assecat: cal disposar d'un magatzem per compensar les possibles fluctuacions en la cadena de proveïment, tant previstes com imprevistes, i també cert assecat del material, és a dir, serveix per aplegar la biomassa d'una temporada i assecar-la fins al moment del lliurament a la sitja. Es pot emmagatzemar la biomassa sense estellar o bé l'estella. En el primer cas, es deixa el material sencer a l'aire lliure durant uns mesos per tal que perdi una part important de la humitat abans de ser estellat. Habitualment, a Europa, la fusta es deixa un any a l'aire per a realitzar l'estellat en sec i passar directament al lliurament de l'estella en grans plantes, sense emmagatzematges intermedis d'estella.

- Emmagatzematge de l'estella: pot fer-se:
  - a l'aire lliure, opció més senzilla i econòmica, que es realitza normalment temporalment i principalment a l'estiu per afavorir l'assecat.
  - amb teixit protector: les piles d'estella cobreixen amb un teixit protector que permet l'evaporació de la humitat però impedeix que la pluja o la neu mullin l'estella, amb la qual cosa s'afavoreix el seu assecat. És un teixit de polipropilè que no és atacat pels agents ambientals i la seva vida útil és aproximadament de 5 anys. L'avantatge d'aquest sistema és que la baixa inversió inicial i la flexibilitat per a escollir el lloc d'emmagatzematge.
  - sota cobert, que si està ben ventilat, aïllat i és de fàcil accés, és el sistema més segur, amb una protecció més efectiva davant l'aigua (rehidratació), i menor aportació de pedres i sorra pel vent, malgrat suposar una major inversió inicial.

Fenomen de la termogènesi: a l'interior de les piles d'estella hi tenen lloc una sèrie de processos físics, químics i biològics que comporten un increment de la temperatura i variacions en el contingut d'humitat, causant un característic efecte xemeneia, amb circulació d'aire des dels costats cap a la part superior de la pila, on es pot arribar a acumular molta humitat. Com a conseqüència, durant l'emmagatzematge les propietats de l'estella poden variar a causa d'aquests processos.
- Tamisat: les calderes de mida petita requereixen granulometria homogènia d'uns 5 cm. Les calderes de major potència admeten un ventall molt més ampli d'humitats i granulometries. En funció dels requeriments de les calderes pot ser necessari un tamisat o garbellat de l'estella per tal de retirar elements massa fins o massa gruixuts que puguin dificultar l'alimentació de la caldera o la combustió. El tamisat permet obtenir fraccions d'estella molt més homogènies, però encareix el producte final.

- Subministrament de la biomassa al punt d'utilització final: la darrera etapa del procés és la distribució i utilització o venda de l'estella és el transport de l'estella des dels patis o magatzems fins a les sitges dels clients, que haurien de tenir capacitat suficient per poder abastir-se durant el període de màximes necessitats (mínim uns 15 dies).

## L'estella com a relíquia en la tradició catòlica
A l'edat mitjana, estelles suposadament derivades de la Veracreu a la qual Jesús de Natzaret va ser executat, van venerar-se com a relíquia. A Cervera, per exemple, el 1540 el rector hauria reeixit, després d'una temptativa vana amb ganivet, a treure una estella de la relíquia de la Veracreu venerada a la seva església per a obsequiar al seu col·lega del Tarrós, amb la sola força de la pregària i de les mans. L'esdeveniment llegendari és conegut com el Santíssim Misteri i continua a celebrar-se a la festa major.